# Вяземский, Николай Сергеевич
Князь Никола́й Серге́евич Вя́земский (1814, Москва — 1872 или 1881, Симбирск) — генерал-майор русской императорской армии из княжеского рода Вяземских. Брат Варвары Ершовой.

## Биография
Сын генерал-майора князя Сергея Сергеевича Вяземского (1775—1847) и Елизаветы Ростиславовны, дочери богатого помещика Р. Е. Татищева. Его дед князь С. И. Вяземский известен тем, что построил усадьбу Пущино-на-Наре, а прапрадед В. Н. Татищев был первым русским историком.
Окончил курс в юнкерском училище. 18 октября 1832 года определён на службу в лейб-гвардейский Гусарский полк унтер-офицером. 22 ноября 1834 года произведён в корнеты. Служил на Кавказе вместе с М. Ю. Лермонтовым, бывшим однокашником по школе юнкеров. У Вяземского сохранился юнкерский журнал с автографами поэта, который стал существенным вкладом в лермонтоведение. 7 февраля 1839 года за отличие в сражениях на Кавказе награждён орденом Святого Владимира 4-й степени с мечами.
18 января 1842 года уволен от службы ротмистром. С началом Крымской войны вновь определён на военную службу — 23 июня 1855 года подполковником в Ингерманландский гусарский великого герцога Саксен-Веймарского полк, а 11 ноября 1855 года назначен командующим 2-м дивизионом этого полка. 17 февраля 1856 утверждён в должности. Награждён тёмно-бронзовой медалью на Андреевской ленте «В память войны 1853—1856 гг.»
1 ноября 1856 года назначен состоять при военном министерстве с зачислением по кавалерии. В 1842 году унаследовал имения в Симбирской губернии (в селе Тетюшском, с селом Ляховкой и деревнями Авдотьино, Елизаветино и Михайловка), площадью более 10 тысяч десятин, с 1167 душ крепостных крестьян. Перестроил церковь Михаила Архангела в с. Нехорошево (ныне Серпуховской район). Был знаком с Тургеневым.
После выхода в отставку жил в Симбирске, где способствовал становлению театрального дела. Был членом комитета Карамзинской общественной библиотеки. В 1871—1872 годах владел собственным театром.
В выданном ему в 1872 году «Свидетельстве 2-го Российского страхового от огня общества» князь назван подполковником.
Умер в Симбирске, по различным источникам в 1872 или в 1881 году. Похоронен на кладбище Донского монастыря в Москве, могила сохранилась. На надгробии обозначены годы жизни: «РОДИЛСѦ 20 МАРТА 1814 ГОДА / СКОНЧАЛСѦ 9 ОКТѦБРѦ 1881 ГОДА».

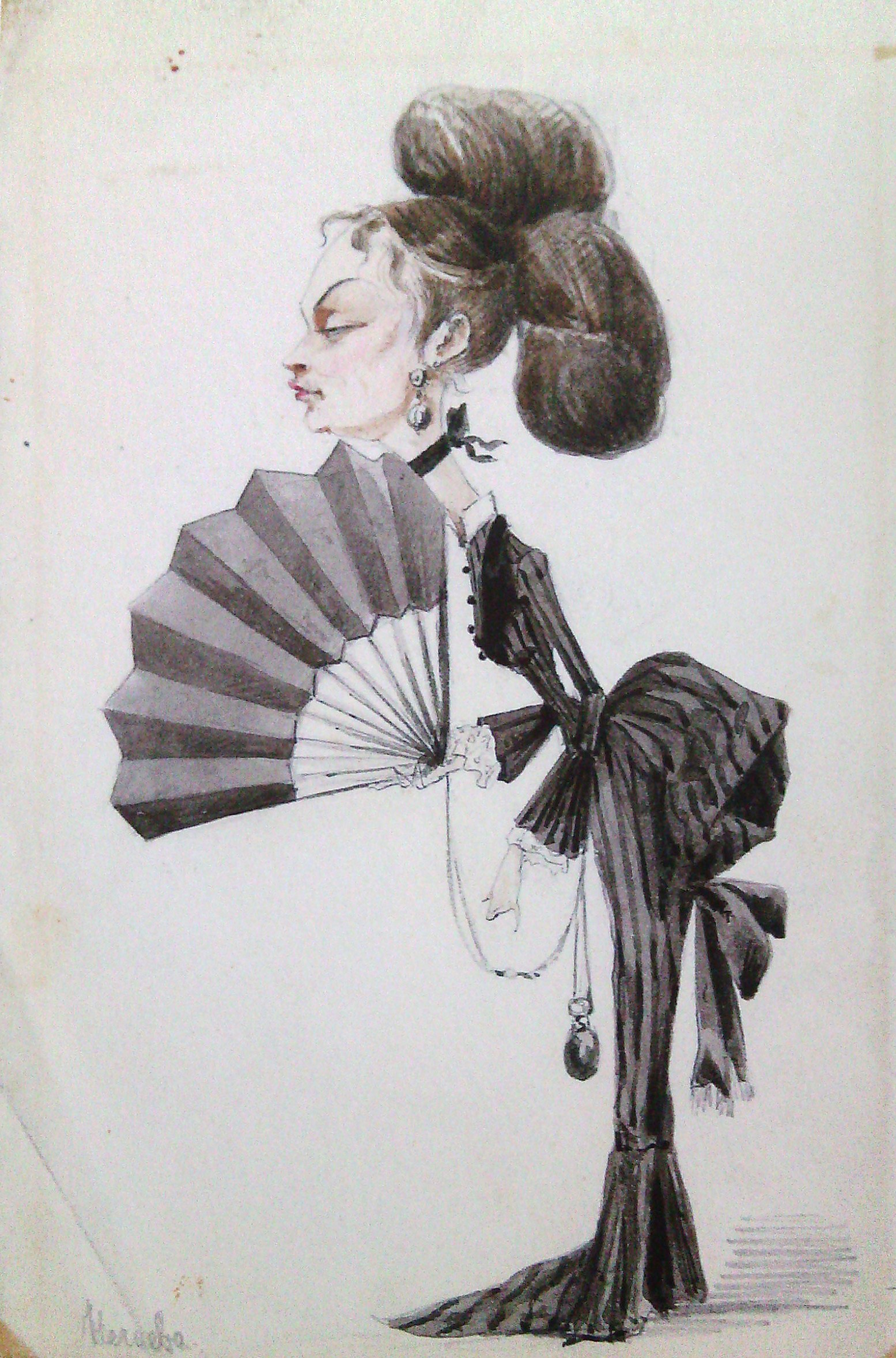
Зинаида Нечаева.
Шарж И. В. Всеволожского

## Семья
Жена (с 5 ноября 1844 года) — Екатерина Петровна Новосильцева (27 октября 1825—1858), дочь Петра Петровича Новосильцева от его брака с Анастасией Павловной Мансуровой; крестница князя Д. В. Голицына. По воспоминаниям современника, Вяземский несколько раз сватался за Новосильцеву, «невзирая на её некрасивость (в обществе имела прозвище Жоко), плохое здоровье и отсутствие всякого почти приданого, должно быть, он пленился её умом, наследованным ею от отца». Дав согласие на брак, она продолжала обращаться с женихом как с надоевшим ей сильно господином, и говорила, что решилась выйти за Вяземского, «чтобы только отделаться от него». По слабости здоровья княгиня Вяземская подолгу жила в Неаполе, скончалась от чахотки в Москве. В браке имели детей:
- Зинаида Николаевна (1845—1894), замужем (с 05.06.1864, Брюссель) за полковником Андреем Глебовичем Нечаевым.
- Анастасия Николаевна (07.01.1847—11.04.1847)
- Виктор Николаевич (1848—1875)[нет в источнике], гвардейский офицер[7].
- Пётр Николаевич (16.07.1850—14.08.1850)